# Ascodipteron namrui
Ascodipteron namrui är en tvåvingeart som beskrevs av Maa 1965. Ascodipteron namrui ingår i släktet Ascodipteron och familjen lusflugor. Inga underarter finns listade i Catalogue of Life.